# I cavalieri di Allah
I cavalieri di Allah è un film avventuroso di produzione statunitense del 1953. Il film è la terza trasposizione cinematografica dell'omonima operetta dell'autore di origini ungheresi Sigmund Romberg e di Oscar Hammerstein II. La prima versione, del 1929 era diretta dal regista Roy Del Ruth, e interpretata da John Boles e Louise Fazenda, mentre la seconda versione, del 1943, era diretta da Robert Florey, e interpretata da Dennis Morgan e Irene Manning.

## Trama
Paul Bonnard, è a capo di una banda di rivoltosi che si ribellano contro le angherie di un potente signore locale nei deserti dell'Arabia. Assumendo in segreto l'identità della fantomatica Ombra Rossa, rapisce Margot Birabeau, la figlia di un ufficiale americano di stanza nel deserto e a capo di una guarnigione della Legione straniera.
Dopo aver condotto la ragazza nel suo quartier generale, quest'ultima comprende, vivendo con i rivoltosi, la buona causa della loro lotta, simpatizza con loro e finisce per innamorarsi dello stesso Bonnard. Con l'aiuto di Margot, l'Ombra Rossa sventa il sanguinoso piano del tiranno locale di uccidere tutti gli stranieri che vivono nei suoi domini.
L'unica variazione rispetto alle due precedenti versioni della pellicola, oltre al fatto che la versione del 1943 era stata trasposta durante gli eventi della Seconda guerra mondiale, risulta nella creazione del personaggio dello svitato reporter americano, Benjy Kidd.